# Clérey-la-Côte
Clérey-la-Côte is een gemeente in het Franse departement Vosges in de regio Grand Est en maakt deel uit van het arrondissement Neufchâteau. De gemeente telde 27 inwoners op 1 januari 2022.

## Geschiedenis
Clérey-la-Côte maakte deel uit van het kanton Coussey tot het kanton op 22 maart 2015 werd opgeheven werden de gemeenten opgenomen in het kanton Neufchâteau.

## Geografie
De oppervlakte van Clérey-la-Côte bedraagt 3,18 vierkante kilometer; Op 1 januari 2022 was de bevolkingsdichtheid 8,5 inwoners per km².
De onderstaande kaart toont de ligging van Clérey-la-Côte met de belangrijkste infrastructuur en aangrenzende gemeenten.

## Demografie
| 1710                                                                            | 1773 | An XIII | 1830 | 1866 | 1962 | 1968 | 1975 | 1982 | 1990 | 1999 | 2008 |
| ------------------------------------------------------------------------------- | ---- | ------- | ---- | ---- | ---- | ---- | ---- | ---- | ---- | ---- | ---- |
| 28                                                                              | 30   | 204     | 260  | 167  | 71   | 72   | 68   | 66   | 56   | 45   | 35   |
| Het aantal dat vanaf 1962 is aangenomen: Bevolking zonder dubbele berekeningen. |      |         |      |      |      |      |      |      |      |      |      |

Autigny-la-Tour · Autreville · Attignéville · Avranville · Barville · Bazoilles-sur-Meuse · Beaufremont · Brechainville · Certilleux · Chermisey · Circourt-sur-Mouzon · Clérey-la-Côte · Coussey · Domrémy-la-Pucelle · Frebécourt · Fréville · Grand · Greux · Harchéchamp · Harmonville · Houéville · Jainvillotte · Jubainville · Landaville · Lemmecourt · Liffol-le-Grand · Martigny-les-Gerbonvaux · Maxey-sur-Meuse · Midrevaux · Mont-lès-Neufchâteau · Moncel-sur-Vair · Neufchâteau · Pargny-sous-Mureau · Pompierre · Punerot · Rebeuville · Rouvres-la-Chétive · Ruppes · Sartes · Seraumont · Sionne · Soulosse-sous-Saint-Élophe · Tilleux · Trampot · Tranqueville-Graux · Villouxel